# FA Cup 1946-1947
La FA Cup 1946-1947 è stata la sessantaseiesima edizione della competizione calcistica più antica del mondo. È iniziata il 7 settembre 1946 e si è conclusa il 26 aprile 1947 con la vittoria del Charlton Athletic per 1-0 d.t.s. nella finale unica di Wembley contro il Burnley.

## Quinto turno
| Match  | Squadra in casa     | Risultato | Squadra fuori casa | Data             |
| ------ | ------------------- | --------- | ------------------ | ---------------- |
| 1      | Liverpool           | 1–0       | Derby County       | 8 febbraio 1947  |
| 2      | Nottingham Forest   | 2–2       | Middlesbrough      | 8 febbraio 1947  |
| Replay | Middlesbrough       | 6–2       | Nottingham Forest  | 12 febbraio 1947 |
| 3      | Sheffield Wednesday | 0–2       | Preston North End  | 20 febbraio 1947 |
| 4      | Luton Town          | 0–0       | Burnley            | 8 febbraio 1947  |
| Replay | Burnley             | 3–0       | Luton Town         | 11 febbraio 1947 |
| 5      | Newcastle United    | 1–1       | Leicester City     | 8 febbraio 1947  |
| Replay | Leicester City      | 1–2       | Newcastle United   | 20 febbraio 1947 |
| 6      | Charlton Athletic   | 1–0       | Blackburn          | 8 febbraio 1947  |
| 7      | Stoke City          | 0–1       | Sheffield United   | 8 febbraio 1947  |
| 8      | Birmingham City     | 5–0       | Manchester City    | 8 febbraio 1947  |

## Sesto turno
| Match  | Squadra in casa   | Risultato | Squadra fuori casa | Data          |
| ------ | ----------------- | --------- | ------------------ | ------------- |
| 1      | Liverpool         | 4–1       | Birmingham City    | 1º marzo 1947 |
| 2      | Middlesbrough     | 1–1       | Burnley            | 1º marzo 1947 |
| Replay | Burnley           | 1–0       | Middlesbrough      | 4 marzo 1947  |
| 3      | Sheffield United  | 0–2       | Newcastle United   | 1º marzo 1947 |
| 4      | Charlton Athletic | 2–1       | Preston North End  | 1º marzo 1947 |

## Semifinali
| Blackburn 29 marzo 1947, ore 15:00 | Burnley | 0 – 0 (d.t.s.) | Liverpool | Ewood Park |

| Manchester 12 aprile 1947, ore 15:00 Replay | Burnley | 1 – 0 | Liverpool | Maine Road |

| Leeds 29 marzo 1947, ore 15:00 | Charlton | 4 – 0 | Newcastle Utd | Elland Road |

## Finale
| Arbitro: | J. M. Wiltshire |

|            |           |  |
| Duffy 114’ | Marcatori |  |